# Castel Bavaro
Castel Bavaro (in tedesco Burg Payrsberg) è un castello che si trova a ovest del paese di Nalles, in provincia di Bolzano, sulla strada che porta a Sirmiano.
La costruzione è perlopiù in rovina. Resta in piedi il mastio, che rende l'idea di quanto massiccia essa fosse. Costruito dai Payr (che da qui cambiarono il nome in Payrsberg) nel 1220, passò di mano a un ramo dei Boymont, che nel XVI secolo ampliarono il castello.
Un incendio - le cui tracce si vedono nell'unico rondello rimasto - lo danneggiò gravemente nel 1600.